# Собор Непорочного зачатия Пресвятой Девы Марии (Москва)
Собо́р Непоро́чного зача́тия Пресвято́й Де́вы Мари́и — неоготический собор в Москве, крупнейший католический собор в России, кафедральный собор архиепархии Матери Божией, возглавляемой архиепископом митрополитом Павлом Пецци. Третий по счёту московский католический храм, построенный до революции 1917 года, один из трёх действующих в настоящее время католических храмов Москвы наряду с храмом святого Людовика и храмом святой Ольги.
В соборе служат мессы на русском, польском, корейском, английском, французском, испанском языках, латыни, а также тридентские мессы, мессы армянского обряда и Божественные Литургии византийского обряда. Кроме того, проводятся встречи молодёжи, курсы катехизации, благотворительные концерты органной, церковной, классической музыки. При соборе работают  церковная лавка, офис регионального отделения «Каритас» и благотворительный фонд «Искусство добра».

## История

### Возведение

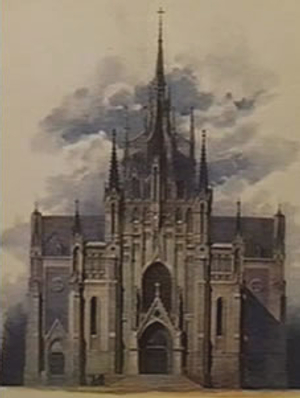
Эскиз фасада, конец 1890-х годов

К концу XIX века количество католиков в Москве превышало 30 тысяч человек и построенные храмы святого Людовика и святых апостолов Петра и Павла уже не вмещали прихожан. В 1894 году совет Римско-католической церкви подал прошение губернатору Москвы на возведение нового храма — филиала собора апостолов Петра и Павла. Разрешение было получено, но с условием, что собор будет построен без башен и скульптур, вдали от центра и особо почитаемых православных храмов. Неоготический проект храма на 5000 человек, созданный Фомой Богдановичем-Дворжецким, утвердили, несмотря на наличие украшений.
Участок для строительства был приобретён на Малой Грузинской улице, поскольку в этом районе проживало большое число католиков польской национальности, работавших на Московско-Смоленской железной дороге. Строительство храма обошлось в 300 тысяч рублей золотом: деньги на работы были собраны на пожертвования польской общины и верующих из разных городов России. Собор возводили десять лет с 1901 года, последней сделали ограду в 1911 году под руководством зодчего Леона Даукша, а внутреннюю отделку закончили в 1917 году. По периферии участка построили одноэтажные и двухэтажные деревянные дома для служащих храма — два по Малой Грузинской улице, два по Курбатовскому переулку. Храм освятили 21 декабря 1911 года во имя Непорочного зачатия Пресвятой Девы Марии. Храм сохранял статус филиального при приходе святых Петра и Павла до 1919 года, а затем обрёл самостоятельность.

### Закрытие собора

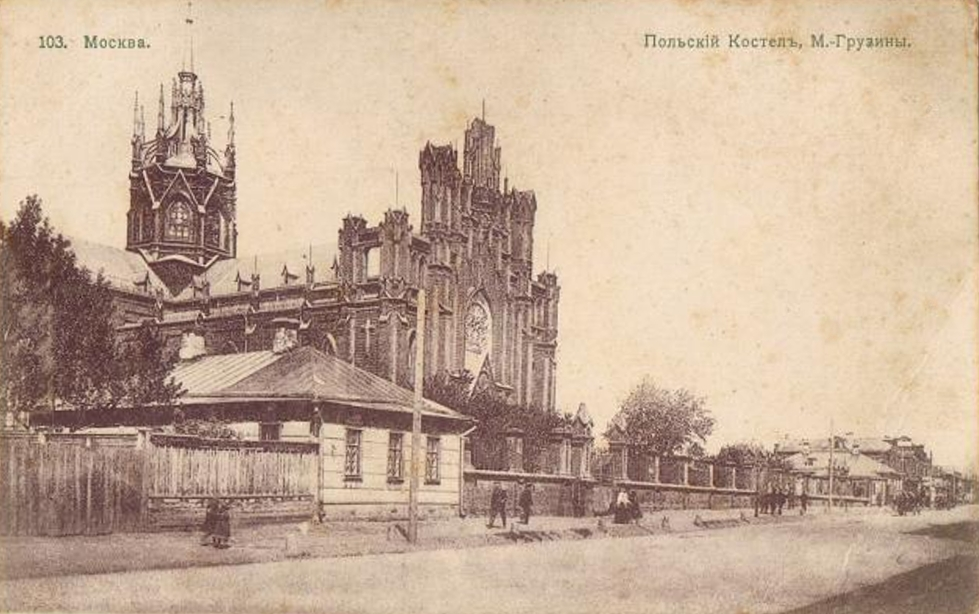
Собор на открытке начала XX века

В июле 1938 года храм в результате государственной борьбы против религиозных организаций закрыли, настоятель храма Михаил Цакуль был расстрелян, церковное имущество разграблено. Во время Великой Отечественной войны здание пострадало от бомбардировок — были утрачены несколько башен. После войны снесли шпиль, венчавший купол.
В конце 1940-х годов храм перепланировали: его внутреннее пространство разделили на четыре этажа, изменили интерьер. На втором и третьем этажах устроили временное жильё для строителей, а на четвёртом — общежитие училища механизаторов. Пожар 1954 года повредил купол храма и фасад здания. В 1956 году в соборе расположился НИИ Мосспецпромпроект. Часть первого этажа, подвал и двор были заняты складом № 1 плодоовощной базы Мосгорисполкома. В 1976 году планировалось передать храм Главному управлению культуры и преобразовать его в зал органной музыки, но этот план так и не был реализован.

### Возобновление служб

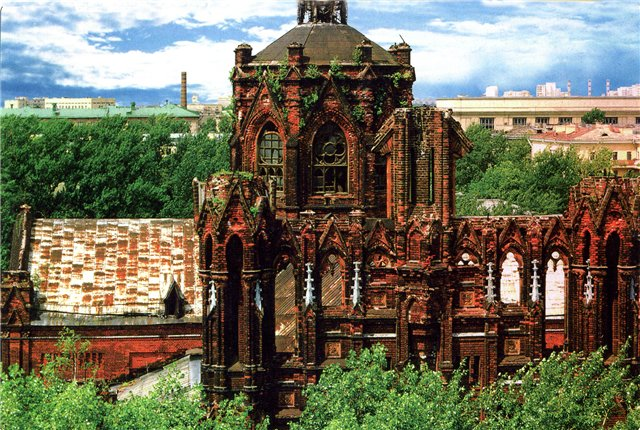
Собор в 1980 году

С 1989 года диаспора «Дом Польский» начала добиваться возвращения храма. В январе 1990 года был учреждён приход Непорочного зачатия Пресвятой Девы Марии. 8 декабря того же года Тадеуш Пикус с разрешения властей впервые после шестидесятилетнего перерыва отслужил мессу на ступенях собора. На этой службе присутствовало несколько сотен человек. 31 мая 1991 года устав прихода был официально зарегистрирован Управлением юстиции Моссовета, а с 7 июня, несмотря на то что помещения ещё не вернули Католической церкви, возле храма стали проводиться регулярные богослужения.
В феврале 1992 года мэр Москвы Юрий Лужков подписал указ о постепенной передаче и освобождении храма, но выселить Мосспецпромпроект не удалось. Святые мессы до конца лета 1992 года по-прежнему совершались только на ступенях. Осенью приход занял небольшое помещение в нартексе храма с отдельным входом, где устроили часовню. В 1995 году архиепископ Тадеуш Кондрусевич обратился с письмом к президенту Борису Ельцину, чтобы ускорить освобождение собора. Постановление о переводе Мосспецпромпроекта было подписано к концу года. Тогда же зданию храма присвоили статус памятника истории и культуры. При реставрации храма разобрали перекрытия искусственно созданных этажей. С весны 1998 года богослужения стали совершаться в центральном нефе. Через год храм освятил секретарь Ватикана — кардинал Анджело Содано.

### Современность

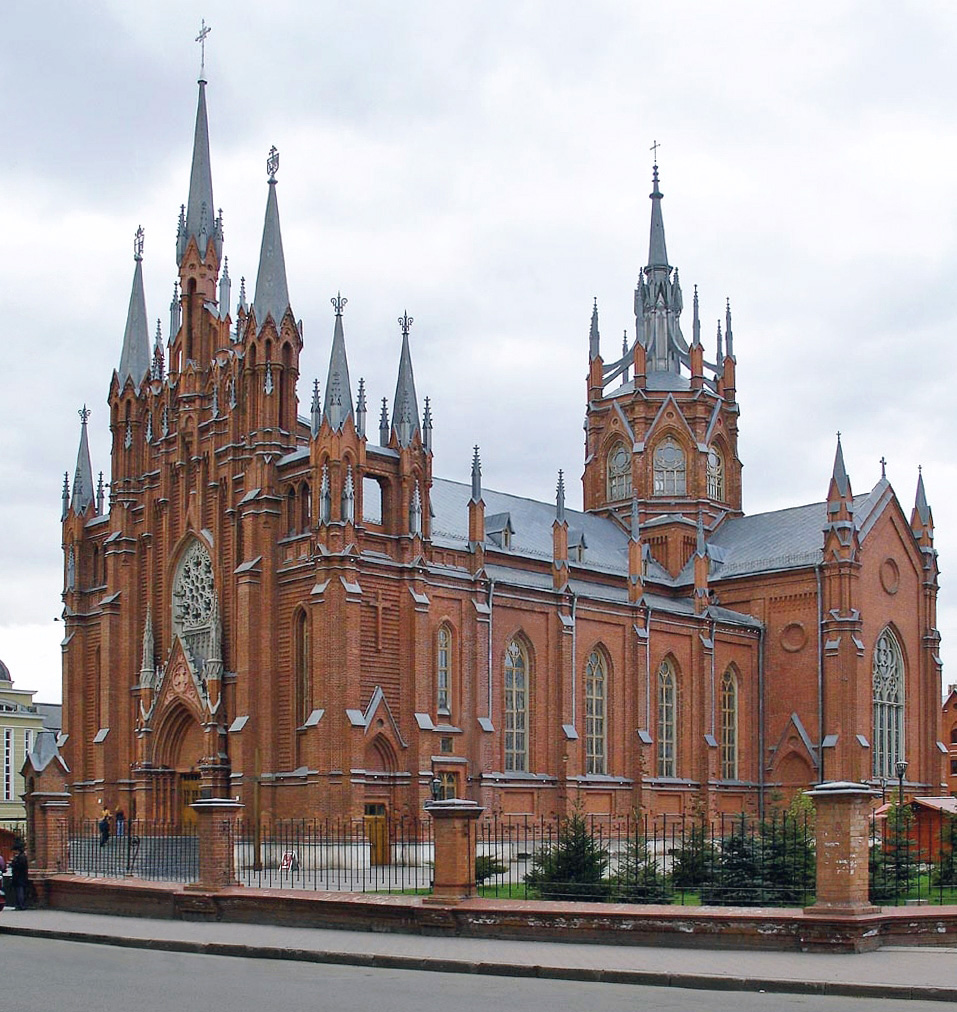
Собор в 2007 году

В мае 2000 года в храме провели первый Всероссийский Евхаристический конгресс. В его последний день в Москве была впервые организована евхаристическая процессия по улицам города. В октябре того же года в соборе совершили коронацию статуи Фатимской Божией Матери. В 2001 году состоялся Библейско-экклезиологический симпозиум с участием всех католических епископов России, представителей различных общин и гостей от других христианских конфессий.
В марте 2002 года московский кафедральный собор через телемост участвовал в совместной молитве розарий с папой Иоанном Павлом II и католиками нескольких европейских городов. В 2005 году открылось построенное около собора здание курии архиепархии Божией Матери, в котором располагаются курия, секретариат, резиденции архиепископа и Дом паломника. В декабре 2009 года прошли торжества и конференции, посвящённые десятой годовщине со дня освящения собора, а в сентябре 2011 года на столетие собора приехал папский легат — кардинал Йозеф Томко.
По состоянию на 2018 год в храме проводится катехизация, работают библиотека, церковная лавка, редакция журнала «Католический вестник — Свет Евангелия». В соборе с 1991 года несут служение отцы-салезианцы (SDB), сёстры-салезианки, Ассоциация салезианских сотрудников, сёстры от Ангелов (СSA).

## Архитектура
После восстановления собор имеет некоторые отличия от своего первоначального вида до закрытия в 1938 году, как собственно и до 1938 года он имел отличия от проекта 1895 года. До закрытия алтарь собора Непорочного зачатия Пресвятой Девы Марии в Москве представлял собой трёхшпилевую готическую конструкцию с Престолом, которая возвышалась почти до потолка апсиды, в которой располагалась дарохранительница со Святыми Дарами. В пресвитерии стояли пальмы, а сам пресвитерий был отгорожен от нефа специальной оградой — балюстрадой.
В боковых нефах собора также стояли скамьи, так как боковые нефы поначалу служили для раздельной молитвы — левый неф предназначался для женщин, а правый для мужчин. В часовне Божьего Милосердия с алтарём Святых Даров находилась часовня, освящённая в честь иконы Остробрамской Божьей Матери, в которой служили литургию католики восточного обряда.

### Экстерьер
Собор построен в неоготическом стиле, в основу планировки положена форма неоготической трёхнефной крестовидной базилики. По различным свидетельствам считается, что для архитектора прообразом фасада послужил готический собор Вестминстерского аббатства, а купола в месте пересечения наоса и трансепта напоминают главу Миланского собора. Трансепт придаёт зданию в плане форму креста, который олицетворяет церковь как тело Христово: пресвитерий с расположенным в нём алтарём символизирует голову, продольные нефы — туловище и ноги, а трансепт — раскинутые руки. На куполе и на центральном шпиле имеется крест, на боковых фасадных шпилях — гербы Папы Римского святого Иоанна Павла II и архиепископа Тадеуша Кондрусевича, благодаря которым была восстановлена деятельность Римско-католической церкви в России.

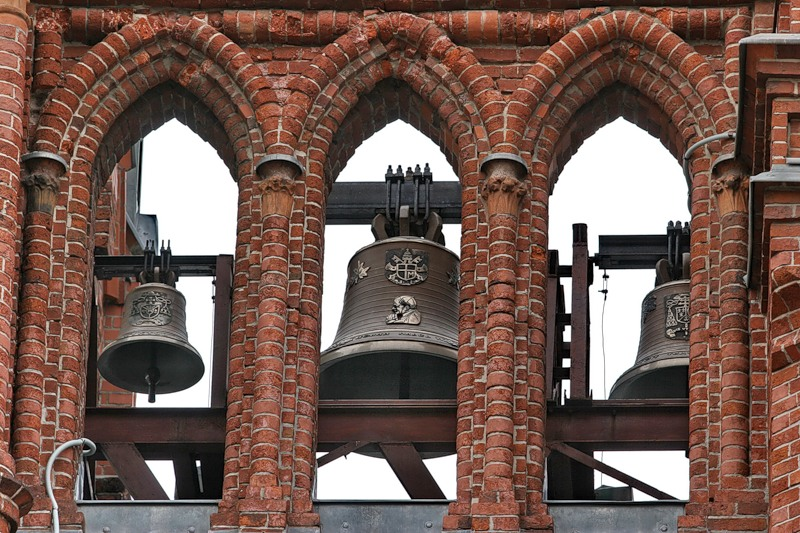
Колокола (2007 год)

Двери главного входа собора обрамлены порталом, который состоит из двух трёхколонных эдикул, соединённых барельефным арочным навершием — вимпергом. Он увенчан тимпаном, украшенным готическим крестоцветным орнаментом, в центре которого находится позолоченный вензель — сплетение из четырёх латинских букв VMIC (Virgo Maria Immaculata Concepta — «Дева Мария Непорочно Зачатая»). На боковых частях фасада расположено по одному ланцетному окну.
В левой боковой части фасада, прямо за стрельчатой аркадой, расположены три колокола, изготовленных на знаменитой польской фабрике Фельчинских в Перемышле и подаренных Тарновским епископом Виктором Скворцом. Самый большой из колоколов весит 900 кг и носит название «Фатимская Божья Матерь». Остальные, в порядке убывания, называются:  «Святой Фаддей» (в честь небесного покровителя архиепископа Тадеуша Кондрусевича),  и «Святой Виктор» (в честь небесного покровителя епископа Скворца). Колокола приводятся в движение специальной электронной автоматикой, пульт управления которой находится в ризнице собора.

### Интерьер
В центральном нефе расположены два сектора скамеек, разделённых проходом. Боковые нефы имеют по пять колонн-контрфорсов, в начале каждого из них установлены исповедальни — конфессионалы. В левой части собора находится часовня Божьего Милосердия, в которой размещены дарохранительница и алтарь Святых Даров. Главный объём храма опирается на десять основных контрфорсов, символизирующих десять заповедей. До 1938 года в боковых нефах собора также стояли скамьи: левая сторона предназначалась для женщин, а правая — для мужчин.
В часовне Божьего Милосердия с алтарём Святых Даров находилась часовня, освящённая в честь иконы Остробрамской Божьей Матери, в ней служили литургию католики восточного обряда. В нартексе собора находится скульптурное изображение Креста Господня с Христом Распятым. Над чашами с освящённой водой, у входа из нартекса в неф, слева в стену вмурован кирпич из Латеранской базилики, а справа — медаль 2000 года. Из нартекса три двери ведут в основной молитвенный зал, имеются также выходы на улицу и к двум лестничным площадкам.
Стрельчатые оконные проёмы украшены витражами. Под ними, на внутренних поверхностях стен, расположены четырнадцать барельефов, символизирующих стояния Крестного пути Иисуса Христа. За первой стрельчатой аркой потолка, между первой парой полуколонн, над помещением нартекса находятся хоры, располагающиеся в задней части нефа.
В левой боковой части фасада установлены три колокола, изготовленных на фабрике Фельчинских в Перемышле и подаренных Тарновским епископом Виктором Скворцом. Самый большой из них весит 900 кг и носит название «Фатимская Божья Матерь». Остальные — «Святой Фаддей» в честь покровителя архиепископа Тадеуша Кондрусевича, и «Святой Виктор» в честь небесного покровителя епископа Виктора Скворца.
| - 2017 год - 2018 год - 2007 год - 2007 год |

### Пресвитерий
Алтарь собора сориентирован на запад, что отличает его от всех прочих христианских храмов. В пресвитерии собора находится алтарь, облицованный тёмно-зелёным мрамором. В него помещены частицы мощей святых: апостола Андрея, Зенона, Григория Нисского, Григория Назианзина, Космы и Дамиана, Анастасии Римской, а также частица покрывала Пресвятой Девы Марии — дар Веронской епархии. До закрытия в 1938 году алтарь представлял собой трёхшпилевую готическую конструкцию с престолом, возвышавшуюся почти до потолка апсиды, в которой располагалась дарохранительница со Святыми Дарами.
На алтаре изображение альфа и омега — первой и последней букв греческого алфавита, олицетворяющих начало и конец, восходящих к тексту из Откровения Иоанна Богослова: «Я есмь Альфа и Омега, начало и конец, говорит Господь» (Отк. 1:8).
Справа от алтаря располагается амвон, облицованный темно-зелёным мрамором. На колоннах по бокам от алтаря имеются две иконы святых апостолов — Петра и Андрея Первозванного. В задней части пресвитерия находится ещё одно возвышение из трёх ступеней, примыкающее к стене апсиды храма, — деамбулаторий. В этой части расположены кафедра архиепископа и места для духовенства.
Пресвитерий собора отделён деревянными резными перегородками от часовни Божьего Милосердия с алтарём Святых Даров и от преддверия сакристии. В центре на стене апсиды — распятие, высота которого составляет девять метров, а фигуры Христа на кресте — три метра. По обе стороны от распятия установлены две гипсовые фигуры — Божьей Матери и Евангелиста Иоанна. Они выполнены подмосковным скульптором С. Ф. Захлебиным.

### Большая часовня

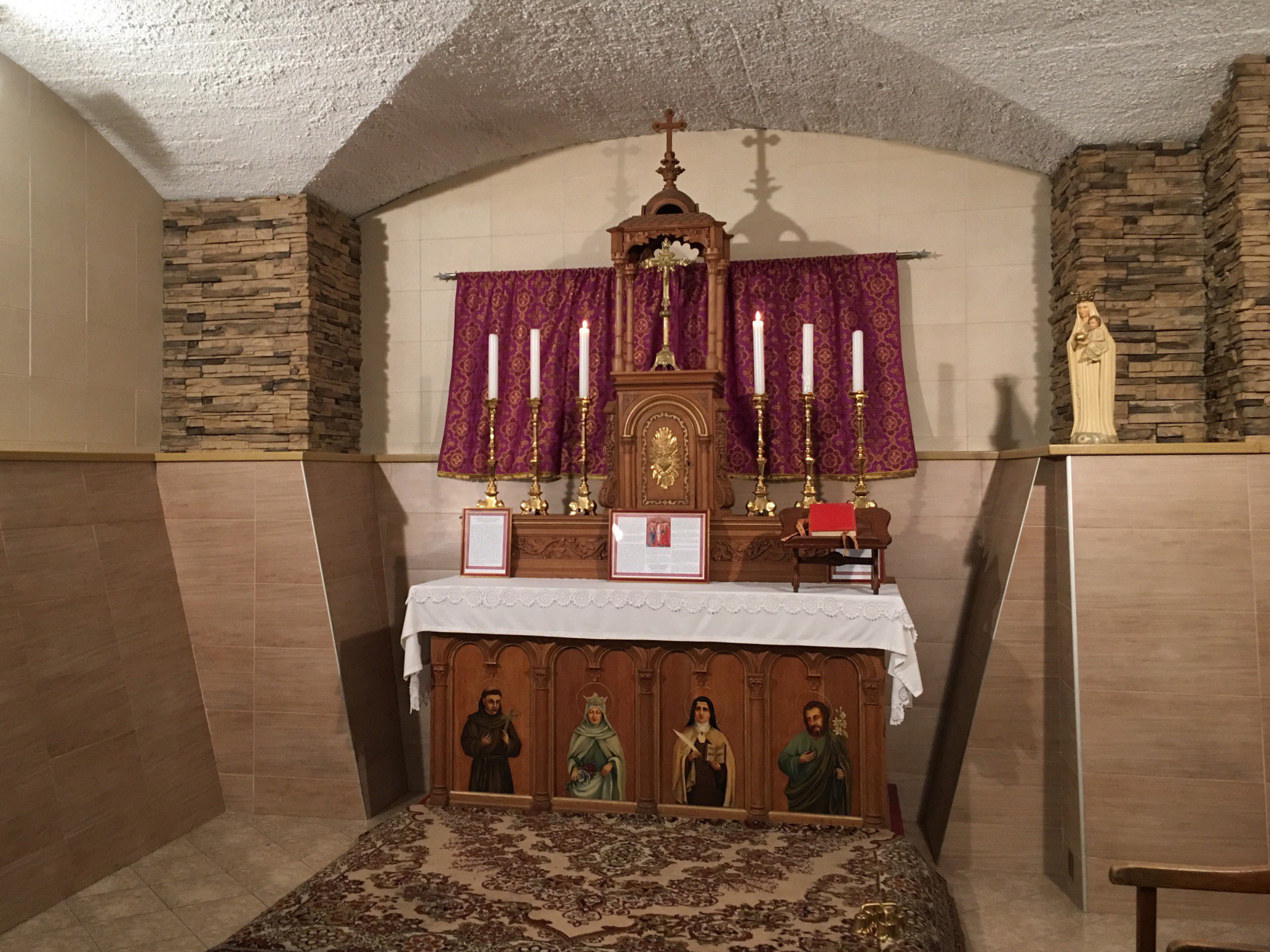
Алтарь для тридентской мессы в часовне, 2014 год

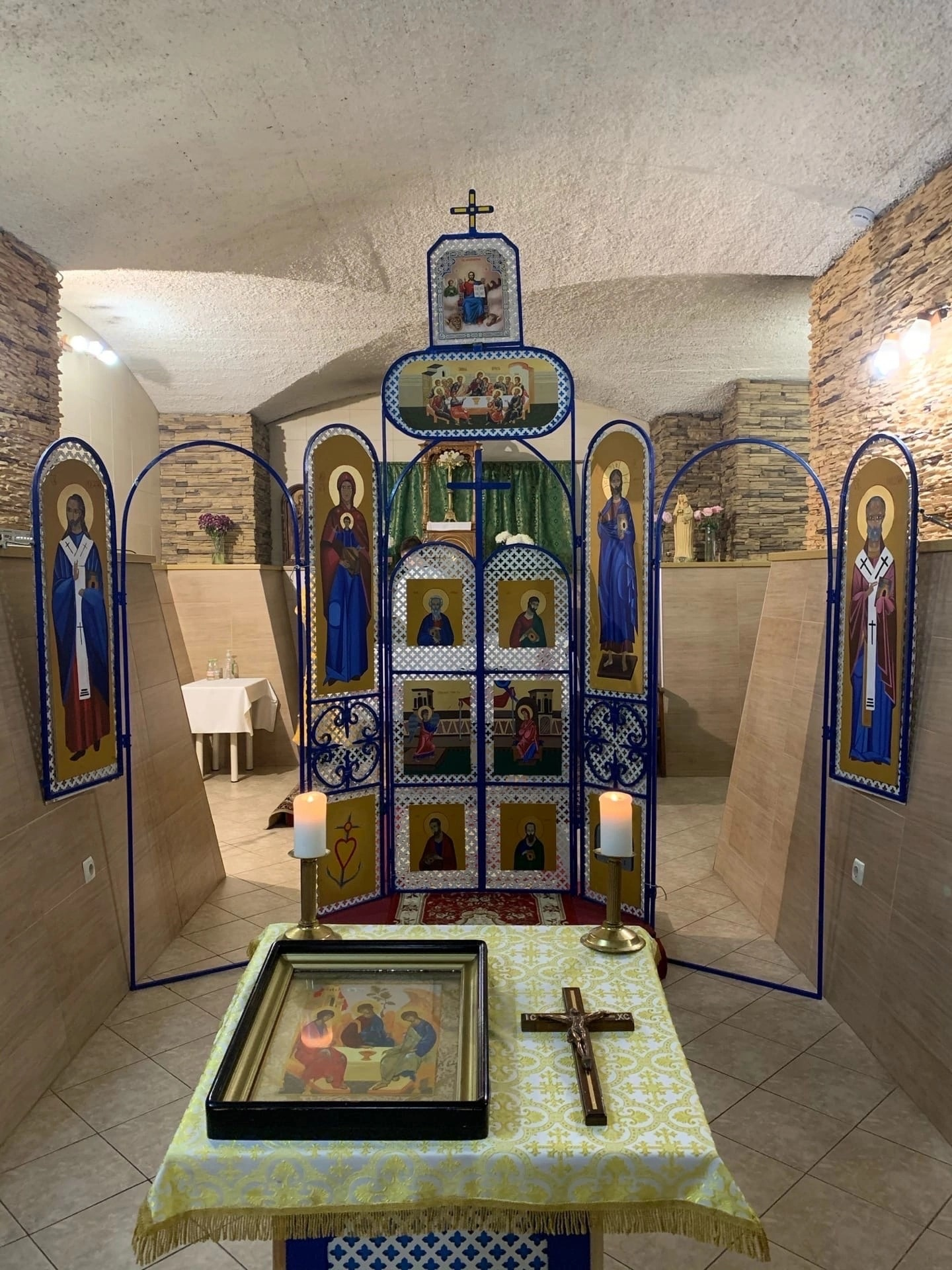
Большая часовня Собора Непорочного Зачатия в Москве с иконостасом для совершения Божественной Литургии византийского обряда. 2022 год.

В Большой часовне, расположенной в крипте собора, служат тридентскую мессу по форме Латинского обряда и Божественную Литургию византийской традиции для членов Российской Католической Церкви византийского обряда. Деревянный алтарь, стоящий в северном конце, был привезён из США в 1990-х годах. До восстановления храма он использовался в качестве дарохранительницы, а в 1999-м был перенесён в крипту собора, где несколько лет не использовался. Алтарный камень помечен крестами, однако никаких надписей не имеет, поэтому определить, чьи мощи в него заложены, невозможно. На передней стенке алтаря изображены четверо святых: Франциск, Тереза Авильская, Елизавета Венгерская и Иосиф. Дверца дарохранительницы украшена символикой Святейшего Сердца Иисуса.
Весной 2010 года алтарь и дарохранительницу полностью отреставрировали, восстановили и установили алтарную сень и ступень. 20 июня того же года архиепископ-митрополит Паоло Пецци освятил алтарь после ремонта. Впервые с 1936 года, когда Москву покинул апостольский администратор епископ Пий-Эжен Невё, правящий ординарий совершил здесь богослужение по традиционному чину. В июне 2012 года было воссоздано навершие в виде креста, с тех пор исторический облик алтаря считается полностью восстановленным. Ответственным за пастырское и литургическое окормление московских католиков, приверженных дореформенной форме Латинского обряда, согласно декрету Паоло Пецци, является священник-салезианец Августин Дзендзель.

## Музыка

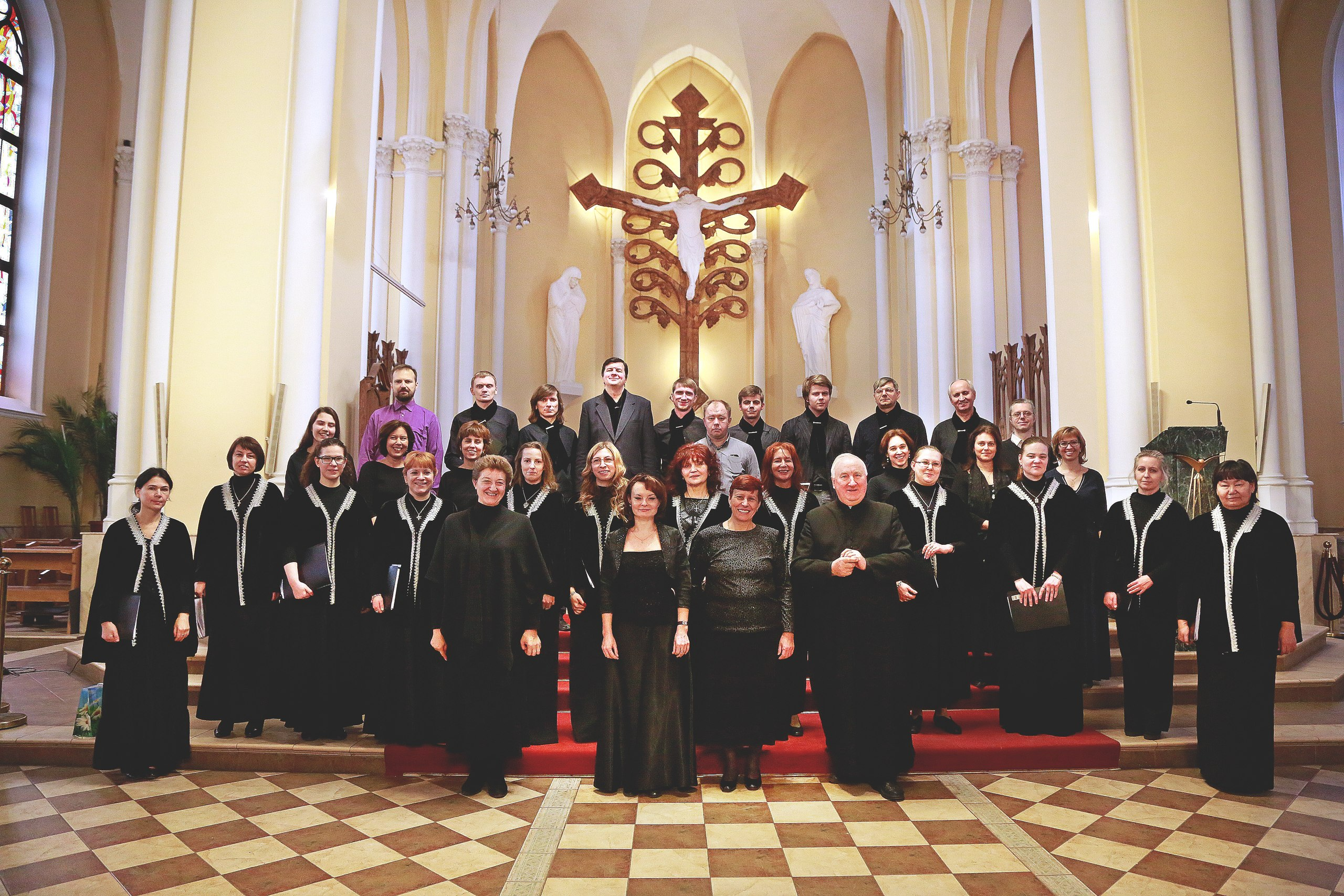
Литургический хор собора, 2015 год

Рядовые богослужения в соборе обычно сопровождаются пением кантора с органным аккомпанементом, а воскресное богослужение в 10:00 на русском языке и торжественные богослужения  — пением приходского Литургического хора.
На хорах собора расположен духовой орган швейцарской фирмы «Kuhn» (73/IV/P), который используется на концертах, воскресных и праздничных богослужениях, а также комбинированный электронно-духовой орган «Rodgers» (68/III/P). Третий инструмент, трёхмануальный итальянский цифровой орган «Viscount Vivace», находится в трансепте и звучит во время рядовых богослужений. Цифровые органы имеются также в хоровом классе и часовне в крипте собора.

### Духовой орган «Kuhn»

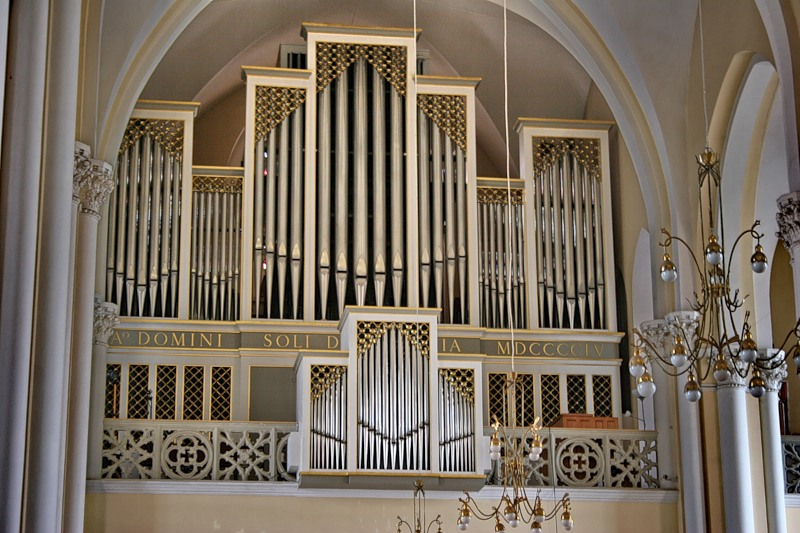
Орган «Kuhn» в соборе, 2007 год

Орган швейцарской фирмы «Kuhn» — дар евангелическо-реформатского Кафедрального собора в Базеле. Он имеет 73 регистра, 4 мануала, 5563 трубы и является одним из самых больших органов в России. Инструмент был построен в 1955 году. В январе 2002 года начались работы по демонтажу органа, после чего все части органа, кроме регистра № 65 Principal bass 32, были перевезены в Москву. Работы по демонтажу и установке органа вели сотрудники органостроительной фирмы «Orgelbau Schmid Kaufbeuren e.K.» (Кауфбойрен, Германия) под руководством Герхарда Шмида, который, по собственному желанию, выполнял все работы безвозмездно. После того, как 9 сентября 2004 года Герхард Шмид в возрасте 79 лет скончался, работы по установке органа возглавил его сын — Гуннар Шмид.
16 января 2005 года состоялись торжественная месса с освящением органа под предстоятельством архиепископа-митрополита Тадеуша Кондрусевича и открытие Первого международного фестиваля христианской музыки «Музыка соборов мира». На торжественной мессе играл главный органист кафедрального собора — Марина Омельченко, а первый органный концерт дал заслуженный артист России, профессор Московской консерватории Алексей Паршин.
Диспозиция органа «Kuhn» Римско-католического собора в Москве. 73 регистра, 4 мануала, 5563 трубы, 1955 год;  Швейцария, Меннедорф.
| IV. Brustwerk C-g3    |      |
| 1. Schalmei           | 4’   |
| 2. Regal              | 8’   |
| 3. Terzzimbel 3 f.    | 1/5′ |
| 4. Scharf 4 f.        | 1’   |
| 5. Sifflöte           | 1’   |
| 6. Larigot            | 1/3′ |
| 7. Flageolet          | 2’   |
| 8. Quintflöte         | 2/3′ |
| 9. Gedaktflöte        | 4’   |
| 10. Oktave            | 4’   |
| 11. Gedakt            | 8’   |
| 12. Suavial           | 8’   |
| Tremulant             |      |
| Jalousie Schwelltritt |      |

| I. Rückpositiv C-g3 |            |
| 13. Musette         | 4’         |
| 14. Cromorne        | 8’         |
| 15. Dulzian         | 16’        |
| 16. Zimbel 3 f.     | 1/2’       |
| 17. Mixfur 4 f.     | 1’         |
| 18. Sesquialtera    | 2/3′+13/5′ |
| 19. Flöte           | 2’         |
| 20. Superoktave     | 2’         |
| 21. Rohrflöte       | 4’         |
| 22. Praestant       | 4’         |
| 23. Quintaden       | 8’         |
| 24. Gedakt          | 8’         |
| 25. Prinzipal       | 8’         |

| III. Oberwerk C-g3    |       |
| 26. Clairon           | 4’    |
| 27. Oboe              | 8’    |
| 28. Tromp. harm.      | 8’    |
| 29. Basson            | 16’   |
| 30. Scharf 4 f.       | 1’    |
| 31. Mixtur 4—5 f.     | 2’    |
| 32. Terz              | 13/5′ |
| 33. Quinte            | 2/3′  |
| 34. Waldflöte         | 2’    |
| 35. Superoktave       | 2’    |
| 36. Nachthorn         | 4’    |
| 37. Oktave            | 4’    |
| 38. Unda maris        | 8’    |
| 39. Salizional        | 8’    |
| 40. Rohrflöte         | 8’    |
| 41. Prinzipal         | 8’    |
| 42. Gedackt           | 16’   |
| Jalousie Schwelltritt |       |

| Koppeln          |
| 43. OW+BW IV/III |
| 44. HW+OW III/II |
| 45. HW+RP I/II   |
| 46. P+BW         |
| 47. P+OW         |
| 48. P+HW         |
| 49. P+RP         |

| II. Hauptwerk C-g3   |     |
| 50. Prinzipal        | 16’ |
| 51. Quintaden        | 16’ |
| 52. Prinzipal        | 8’  |
| 53. Bordun           | 8’  |
| 54. Offenflöte       | 8’  |
| 55. Oktave           | 4’  |
| 56. Hohlflöte        | 4’  |
| 57. Gemshorn         | 4’  |
| 58. Superoktave      | 2’  |
| 59. Mixtur maj. 5 f. | 2’  |
| 60. Mixtur min. 5 f. | 1’  |
| 61. Kornett 5 f.     | 1’  |
| 62. Bombarbe         | 16’ |
| 63. Trompete         | 8’  |
| 64. Clairon          | 4’  |

| Pedal C-g3              |       |
| 65. Prinzipal bass      | 32’   |
| 66. Prinzipal bass      | 16’   |
| 67. Subbass             | 16’   |
| 68. Gedackt bass        | 16’   |
| 69. Prinzipal           | 8’    |
| 70. Großterz            | 62/5′ |
| 71. Spitzflöte          | 8’    |
| 72. Oktave              | 4’    |
| 73. Flöte               | 4’    |
| 74. Nachthorn           | 2’    |
| 75. Rausch-pfeifen 5 f. | 4’    |
| 76. Acuta 5 f.          | 2’    |
| 77. Posaune             | 16’   |
| 78. Sordun              | 16’   |
| 79. Zink                | 8’    |
| 80. Dulzian             | 8’    |
| 81. Klarine             | 4’    |

Красным цветом в диспозиции выделены язычковые регистры. Среди вспомогательных приспособлений в органе имеются Tutti и педаль Crescendo, а также банк памяти регистровых комбинаций с дисплеем, ножными и ручными переключателями.

### Цифровой орган «Rodgers»
За день до освящения собора, 11 декабря 1999 года, на хорах был установлен новый орган комбинированного типа фирмы «Rodgers», модель 960 DL, 68/III/P с 68 регистрами, тремя мануалами и радиальной педалью. Инструмент купила на пожертвования и подарила церкви американская благотворительная организация «Помощь церкви в России».
Основная часть органа электронно-цифровая, то есть звук воспроизводится многочисленными динамиками через усилители. Однако он имеет также мультиплекс-виндладу, установленную под оконом-розой на хорах собора, с трубами трёх регистров настоящего органа: Principal diapason 8’, Octav 4’ и Superoctav 2’, вид на которые позже скрыл установленный полноценный большой духовой орган. Обе части инструмента объединяет один органный пульт. Специальным вентилятором воздух нагнетается в виндладу — духовую часть, при включении духового регистра и нажатии клавиши срабатывает электрическая трактура и открывается электромеханический клапан винлады, который подаёт воздух в соответствующую органную трубу. Для совместного использования духовых и цифровых регистров первые нужно было часто настраивать в соответствии со звучанием вторых, поэтому эти духовые регистры почти не использовались, а впоследствии были отключены и несли лишь декоративную функцию. Вся концертная деятельность собора до 16 января 2005 года проводилась с помощью этого органа, а в настоящее время он используется крайне редко.

### Концерты и фонд «Искусство добра»

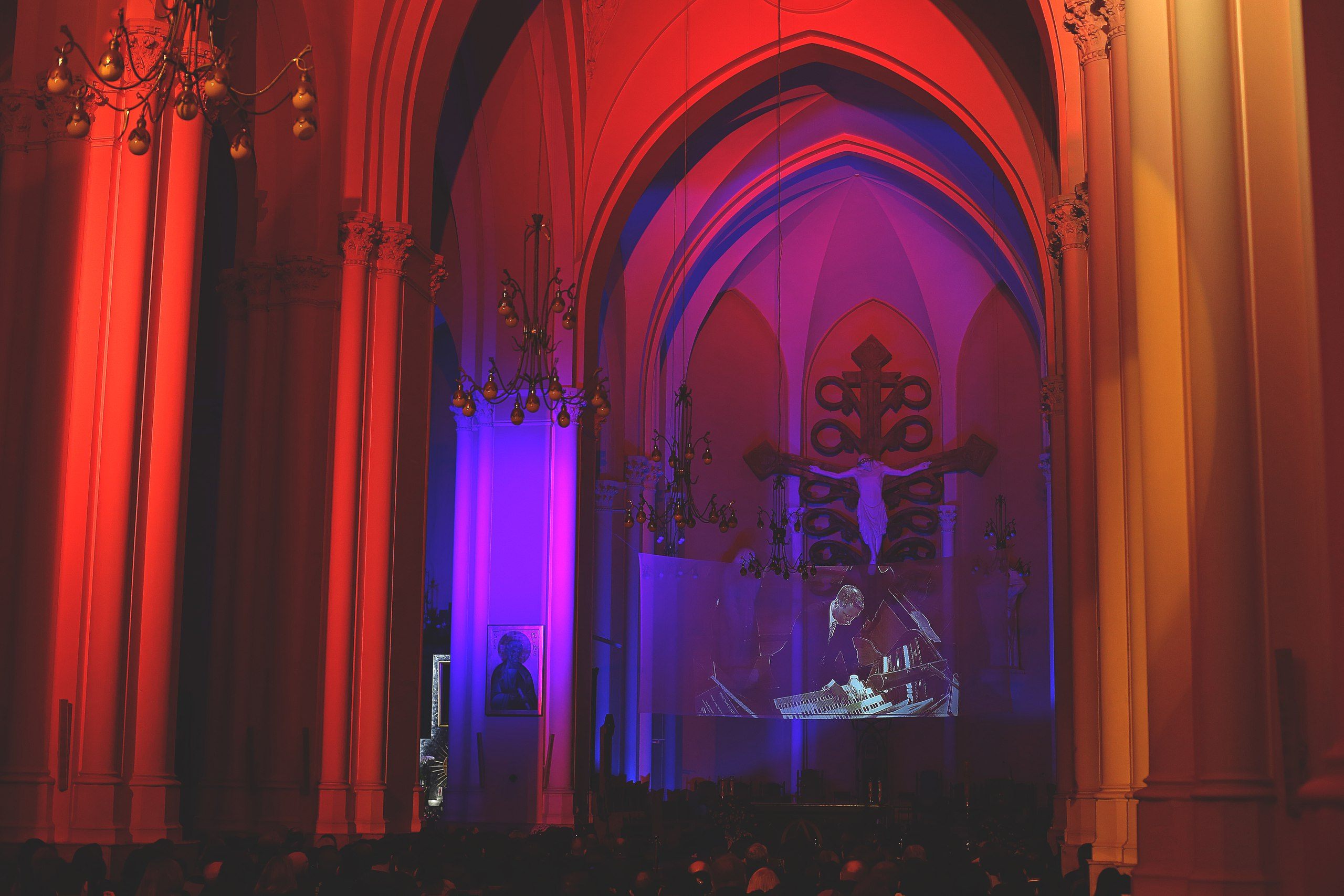
Интерьер во время концерта, 2014 год

Организатором различных музыкальных мероприятий в соборе является созданный в 2001 году благотворительный фонд «Искусство добра». Вход на такие мероприятия для обычных слушателей обычно за пожертвования в определённом размере, цена которого зависит от места, указанного в билете; фондом также выделяются квоты бесплатных билетов различным социальным организациям. На протяжении многих лет в соборе проходят концерты отечественных и зарубежных органистов, концерты духовной, церковной, классической и джазовой музыки, фестивали, например, международный фестиваль христианской музыки «Музыка соборов мира», международный рождественский фестиваль, а также мистерии, например, «Страсти по Иоанну» Иоганна Себастьяна Баха, исполненные в концертно-сценической постановке в 2008 году.
Для отечественных органистов и студентов проводятся мастер-классы, которые давали такие известные органисты как Жак ван Оортмерссен (Нидерланды), Винфрид Бёниг (Германия), Хуан Парадель Соле (Ватикан), Хуан де ла Рубья (Испания), Дженнифер Паскуал (США), Тео Флюри (Швейцария) и другие. С 2007 года в соборе проходит конкурс органистов и композиторов «Soli Deo Gloria». С 2009 года на территории собора проходит курс «Западноевропейская духовная музыка» с обучением григорианскому хоралу и вокалу, игре на органе и органной импровизации.
C 2018 года в соборе проходят также концерты рок-музыки с использованием органа.

## Персоналии
Настоятели

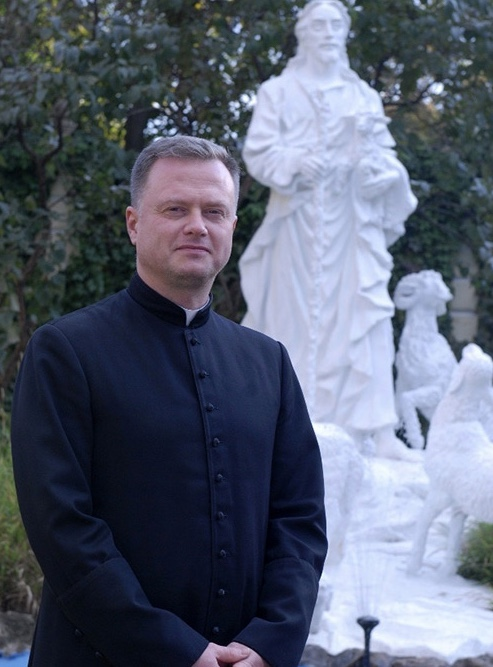
Настоятель прихода о. Дмитрий Новоселецкий

- 1911—1919 — храм носил статус филиальной церкви и не имел собственного настоятеля
- 1919—1937 — Михаил Цакуль
- 1991—2017 — Иосиф Заневский SDB (бел. Юзаф Занеўскі)
- с 24 мая 2017 года по 4 октября 2021 — Владимир Кабак SDB (бел. Уладзімір Кабак)[36][37]
- с 4 октября 2021 по настоящее время — Дмитрий Новоселецкий

Органисты и хормейстеры
Музыкальный руководитель — регент и органист Кафедрального собора Тимур Досаев.
Органисты:
- 2005—2008 — Екатерина Мельникова
- 2002—2019 — Иван Лебедев (армянская литургия)
- Марина Омельченко[38]
- Анна Ветлугина[39]

Хормейстеры литургического хора:
- 2004—2008 — Анастасия Затолоцкая
- 2008—2011 — Людмила Месникович CSA
- 2011 — Людмила Гончарова
- 2011—2022 — Валентина Новаковская CSA
- 2022 по настоящее время —  Тимур Досаев